# Coprates Chasma
Coprates Chasma és una estructura geològica del tipus chasma a la superfície de Mart, situada amb el sistema de coordenades planetocèntriques a -10.32 ° de latitud N i 307.44 ° de longitud E. Fa 958.31 km de diàmetre. El nom va ser fet oficial per la UAI l'any 1973 i pren el nom d'una característica d'albedo.